# RC de Go!
RC de Go! (RCでGO!?) es un videojuego de carreras desarrollado por Taito, específicamente un simulador de coches radiocontrolados. Lanzado por primera vez en las salas de juego japonesas en 1999 en el hardware G-NET de Taito, fue lanzado más tarde para la PlayStation, con la publicación en Norteamérica y territorios PAL a cargo de Acclaim Entertainment. El juego recibió críticas generalmente positivas de los críticos de videojuegos, comparándolo con RC Pro-Am.

## Jugabilidad
RC de GO! es un juego de carreras. El jugador controla coches RC. Cuenta con diferentes modos de juego: modo de carrera individual, modo campeonato y contrarreloj. La versión arcade utilizó controladores estilo RC.

## Desarrollo
RC de Go! fue desarrollado por Taito basándose en el concepto de Densha de Go!, y publicado por Acclaim Entertainment. Se mostró en el stand de Taito en el Tokyo Game Show del año 2000.
En 2004, Acclaim vendió todas sus propiedades intelectuales a la editorial Throwback Entertainment tras declararse en quiebra. En 2011, Throwback vendió la propiedad intelectual de Re-Volt a la empresa surcoreana We Go Interactive. La adquisición incluyó RC de Go!.

## Recepción
En Japón, Game Machine incluyó RC de Go! en su número del 1 de agosto de 1999 como el decimotercer juego arcade de mayor éxito del mes.
En una vista previa en el Tokyo Game Show para IGN, Craig Harris habló positivamente sobre el juego y lo llamó "una maravilla para jugar". Tras su lanzamiento, RC de Go! recibió "críticas generalmente favorables" según el sitio web de agregación de reseñas Metacritic.
Nick Woods de Allgame, aunque lo calificó como un "juego de carreras desafiante y divertido", criticó su falta de un modo para dos jugadores. Miguel López de GameSpot y David Smith de IGN compararon el juego con RC Pro-Am.
Ganó el segundo lugar como Mejor juego de carreras para PlayStation en los premios IGN al mejor de 2000, perdiendo ante Colin McRae Rally 2.0 de Codemasters.